# Catedral de Alejandro Nevski de Yalta

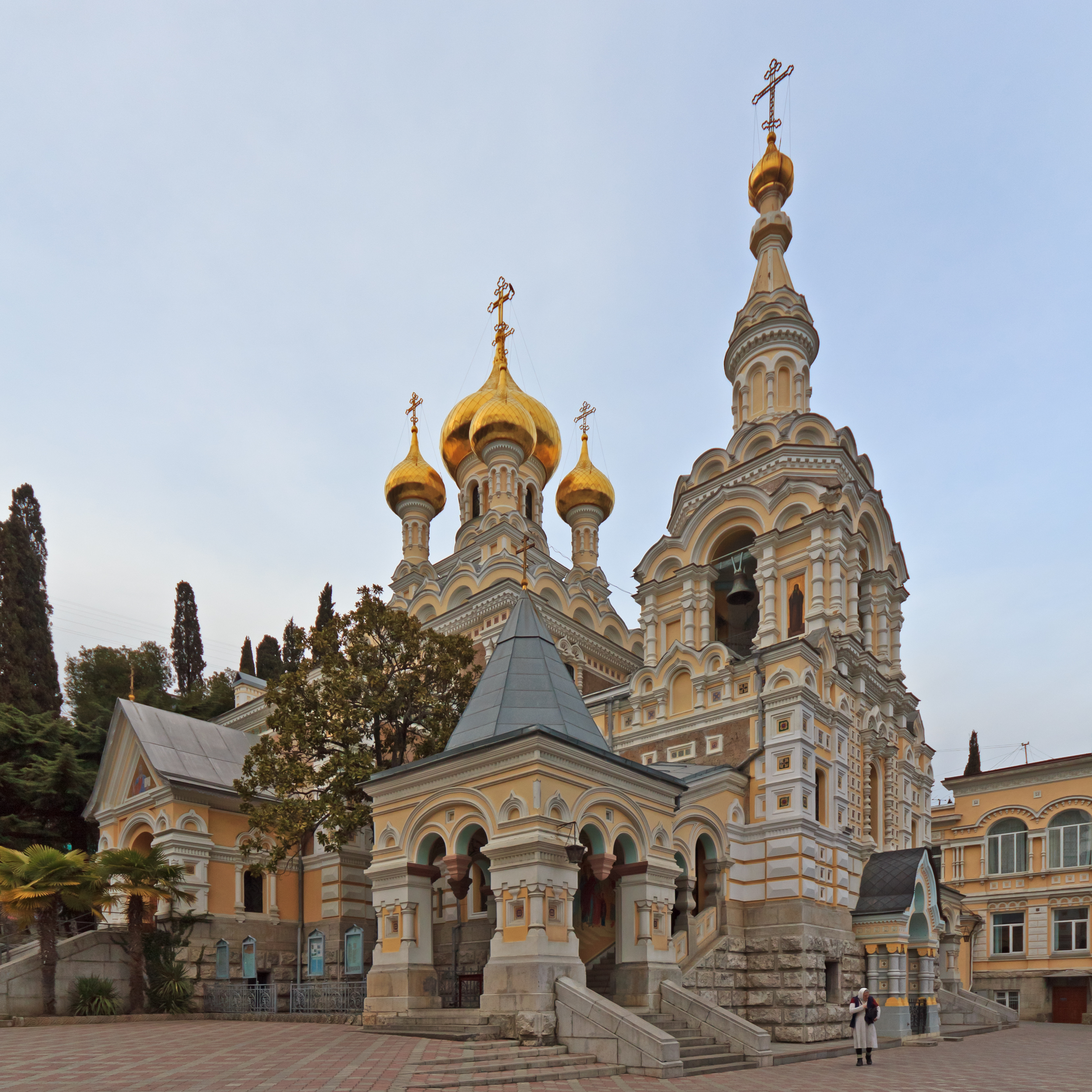
Vista de la catedral ortodoxa de Yalta.

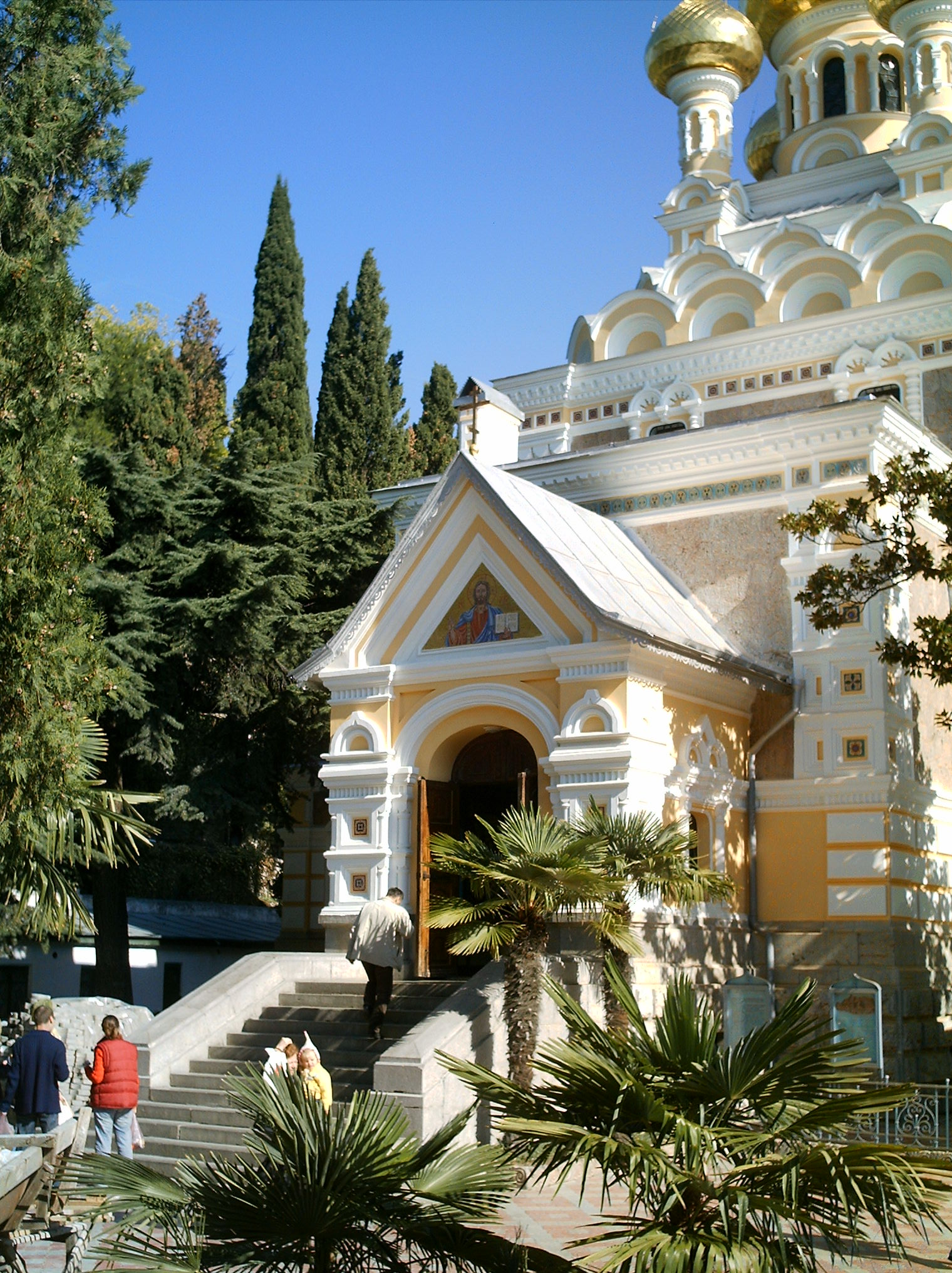
Entrada de la catedral

La catedral del Santo Agradecimiento Príncipe Alejandro Nevski (en ucraniano: Собор Святого благовірного князя Олександра Невського; en ruso: Собор Святого благоверного князя Александра Невского) es la principal catedral ortodoxa de la ciudad de Yalta, en Crimea (Ucrania, reclamado por Rusia), localizada en la calle Sadóva n.º 2 (ул. Садова, 2).
El edificio de la catedral está inseparablemente ligado a la casa Imperial de Alejandro Nevski, y considerado santo. El edificio de la catedral se construyó en honor a Alejandro II de Rusia, que fue asesinado en manos de la Naródnaya Volia.

## Construcción
Se funda en comité de construcción en 1 de marzo de 1890, encabezado por un conocido ingeniero y etnógrafo de la zona de Yalta, A.I. Berti-Delagard. Grandes sumas fueron donadas por los ciudadanos notables B.V. Jvoshchinski y I.F. Tokmakov, y parte del terreno proporcionado por el barón I. Wrangel. Los arquitectos fueron N.P. Krasnov y P. K. Terebenev, cuyo proyecto fue aprobado personalmente por el emperador Alejandro III de Rusia.
Se puso la primera piedra el 1 de mayo de 1891, en el décimo aniversario de la pérdida del emperador, participando la emperatriz Maria Feodorovna. La inauguración de la catedral fue el 4 de diciembre de 1902, con la presencia de Nicolás II de Rusia, su familia y su séquito.

## Descripción
De dos pisos, con las galerías abiertas, se construyó la catedral de Yalta al estilo ruso antiguo, y decorada con numerosos elementos decorativos: pilastras, portales, terrazas cubiertas, etc. Estaba pintado con tonos blanco-rosados. Junto a la catedral se construyó un campanario de 3 plantas, con once campanas que fueron fundidas en Moscú. Los iconos de la catedral fueron pintados por los maestros de Mstery, en la Gubernia de Vladimir.
El interior fue diseñado por el arquitecto S.P. Kroshechkin. El iconostasio, la cúpula y las paredes fueron pintadas por I. Murashko de Kiev. El mosaico con la imagen del santo príncipe en el lado exterior del templo fue ejecutado por estudiantes venecianos de A. Salviati. La cúpula de la catedral está cubierta de oro.
Junto a la catedral, en el viejo estilo de edificación ruso, tal como proyectó del arquitecto I. Kotenkov, se erigió la casa parroquial. En el año 1908 se acaba la edificación de tres pisos, en los que se instala la escuela parroquial en honor al zarevich Aleksey, el refugio para pacientes con tuberculosis, y la sala de reunión de la hermandad de Aleksandr Nevsky.
La hermandad ortodoxa de Aleksandr Nevsky se ocupaba de actividades de caridad, organizaba escuelas parroquiales y acciones misioneras, y en la Segunda Guerra Mundial también ayudó a los heridos y como servicio de enfermería y hospital.
El primer abad de la catedral, que hizo que fuese la catedral más querida por los habitantes de Yalta, fue A.Y. Ternovsky, que a su vez ejercía en la Iglesia de Juan Crisóstomo. El templo fue cerrado en 1938, y las campanas fueron vendidas para su fundición. En la catedral funcionó un club deportivo, mientras que el edificio anexo se usó como vivienda de maestros. En 1945 se restableció el divino servicio en la catedral. Después se volvió a abrir la escuela parroquial, y desde 1995 funciona una escuela de educación general donde se enseña a unos 100 niños.